# Persone di nome Andrea/Calciatori
| Questa pagina contiene informazioni ricavate automaticamente dalle voci biografiche con l'ausilio del template Bio e di un bot. L'aggiornamento è periodico e automatico e ricostruisce completamente la pagina. Se manca una persona in questa lista, sei pregato di non aggiungerla, ma accertati piuttosto che la sua voce biografica contenga il template Bio e che i dati anagrafici siano correttamente compilati. Se il template Bio manca, inseriscilo tu stesso o, in alternativa, metti l'avviso {{tmp\|Bio}} che ne segnala la mancanza. Se i dati riportati sono sbagliati, correggi direttamente la voce biografica; le modifiche saranno visibili in questa lista entro pochi giorni. Per chiarimenti vedi il progetto antroponimi. La lista contiene solo le 122 persone che sono citate nell'enciclopedia e per le quali è stato implementato correttamente il template Bio. Pagina aggiornata al 6 ago 2025. |

Questa è una lista di persone presenti nell'enciclopedia che hanno il nome Andrea e sono calciatori.

## A(1)
- Andrea Arrighini, calciatore italiano (Pisa, n. 1990)

## B(14)
- Andrea Baggiore, calciatore italiano (Bastia Mondovì, n. 1901)
- Andrea Barberis, calciatore italiano (Finale Ligure, n. 1993)
- Andrea Barzagli, ex calciatore italiano (Fiesole, n. 1981)
- Andrea Beghetto, calciatore italiano (Perugia, n. 1994)
- Andrea Belotti, calciatore italiano (Calcinate, n. 1993)
- Andrea Bertolacci, ex calciatore italiano (Roma, n. 1991)
- Andrea Bianchi, ex calciatore italiano (Roma, n. 1970)
- Andrea Bonifacio, calciatore italiano (Torre Annunziata, n. 1900 - Torre Annunziata, † 1970)
- Andrea Bonomi, calciatore italiano (Cassano d'Adda, n. 1923 - Cassano d'Adda, † 2003)
- Andrea Borsa, ex calciatore italiano (Roma, n. 1972)
- Andrea Bosco, calciatore italiano (Milano, n. 1995)
- Andrea Boscolo, ex calciatore italiano (Lido di Venezia, n. 1974)
- Andrea Bracaletti, calciatore italiano (Orvieto, n. 1983)
- Andrea Brighenti, calciatore italiano (Brenzone sul Garda, n. 1987)

## C(21)
- Andrea Cagnano, calciatore italiano (Cantù, n. 1998)
- Andrea Cagnoni, calciatore italiano (Gazzaniga, n. 1923)
- Andrea Cambiaso, calciatore italiano (Genova, n. 2000)
- Andrea Capone, calciatore italiano (Cagliari, n. 1981 - Cagliari, † 2024)
- Andrea Carboni, calciatore italiano (Sorgono, n. 2001)
- Andrea Carnevale, ex calciatore italiano (Monte San Biagio, n. 1961)
- Andrea Carozza, ex calciatore italiano (Pescara, n. 1985)
- Andrea Cecotti, calciatore italiano (Manzano, n. 1962 - Treviso, † 1987)
- Andrea Cisco, ex calciatore italiano (Costozza, n. 1951)
- Andrea Cistana, calciatore italiano (Brescia, n. 1997)
- Andrea Cocco, calciatore italiano (Cagliari, n. 1986)
- Andrea Coda, calciatore italiano (Massa, n. 1985)
- Andrea Colpani, calciatore italiano (Brescia, n. 1999)
- Andrea Compagno, calciatore italiano (Palermo, n. 1996)
- Andrea Consigli, calciatore italiano (Milano, n. 1987)
- Andrea Contadini, calciatore sammarinese (San Marino, n. 2002)
- Andrea Conte, ex calciatore italiano (Fondi, n. 1954)
- Andrea Conti, ex calciatore italiano (Lecco, n. 1994)
- Andrea Carlo Corazza, calciatore italiano (Riccione, n. 1923 - Riccione, † 2020)
- Andrea Cottini, ex calciatore italiano (Cortona, n. 1976)
- Andrea Cristiano, ex calciatore italiano (Chivasso, n. 1984)

## D(5)
- Andrea Danzi, calciatore italiano (San Martino Buon Albergo, n. 1999)
- Andrea De Vito, calciatore italiano (Pavia, n. 1991)
- Andrea Deflorio, ex calciatore italiano (Noicattaro, n. 1970)
- Andrea Di Rosa, ex calciatore italiano (Roma, n. 1964)
- Andrea Dugnani, calciatore italiano (Milano, n. 1915)

## E(1)
- Andrea Esposito, calciatore italiano (Sant'Arcangelo, n. 1950 - Sant'Arcangelo, † 2018)

## F(3)
- Andrea Favilli, calciatore italiano (Pisa, n. 1997)
- Andrea Fortunato, calciatore italiano (Salerno, n. 1971 - Perugia, † 1995)
- Andrea Fulignati, calciatore italiano (Empoli, n. 1994)

## G(10)
- Andrea Gasbarro, calciatore italiano (Pisa, n. 1995)
- Andrea Gasbarroni, ex calciatore italiano (Torino, n. 1981)
- Andrea Gentile, ex calciatore italiano (Aosta, n. 1980)
- Andrea Ghezzi, calciatore italiano (Treviglio, n. 2001)
- Andrea Ghion, calciatore italiano (Mantova, n. 2000)
- Andrea Giallombardo, ex calciatore italiano (Roma, n. 1980)
- Andrea Giordano, ex calciatore italiano (Azzano Decimo, n. 1968)
- Andrea Giorgini, calciatore italiano (Fano, n. 2002)
- Andrea Grandoni, calciatore sammarinese (San Marino, n. 1997)
- Andrea Guatelli, calciatore italiano (Parma, n. 1984)

## H(1)
- Andrea Hristov, calciatore bulgaro (Sofia, n. 1999)

## L(4)
- Andrea La Mantia, calciatore italiano (Marino, n. 1991)
- Andrea Lazzarini, calciatore italiano (Mantova, n. 1915 - Salerno, † 1989)
- Andrea Lo Presti, calciatore italiano (Savona, n. 1921)
- Andrea Luci, ex calciatore italiano (Piombino, n. 1985)

## M(14)
- Andrea Maccoppi, calciatore italiano (Milano, n. 1987)
- Andrea Magi, calciatore sammarinese (n. 2001)
- Andrea Magrassi, calciatore italiano (Dolo, n. 1993)
- Andrea Mantovani, ex calciatore italiano (Torino, n. 1984)
- Andrea Manucci, ex calciatore italiano (Albano Laziale, n. 1981)
- Andrea Marzani, calciatore italiano (Lodi, n. 1923)
- Andrea Masiello, calciatore italiano (Viareggio, n. 1986)
- Andrea Mazzarani, calciatore italiano (Roma, n. 1989)
- Andrea Mei, ex calciatore italiano (Urbino, n. 1989)
- Andrea Meroni, calciatore italiano (Monza, n. 1997)
- Andrea Meschia, calciatore italiano (Milano, n. 1885 - Milano, † 1922)
- Andrea Messersì, ex calciatore italiano (San Costanzo, n. 1961)
- Andrea Milani, calciatore italiano (San Michele Extra, n. 1919 - Verona, † 1978)
- Andrea Mitri, ex calciatore italiano (Saronno, n. 1958)

## N(4)
- Andrea Nalini, calciatore italiano (Isola della Scala, n. 1990)
- Andrea Nespolo, calciatore italiano (Alessandria, n. 1920)
- Andrea Nesti, calciatore italiano (Corte, n. 1937 - Quarrata, † 2017)
- Andrea Nicola, calciatore italiano (Torino, n. 1881 - Buenos Aires, † 1936)

## O(3)
- Andrea Oliveri, calciatore italiano (Palermo, n. 2003)
- Andrea Orlandi, ex calciatore spagnolo (Barcellona, n. 1984)
- Andrea Orlandini, ex calciatore italiano (Firenze, n. 1948)

## P(16)
- Andrea Palazzi, calciatore italiano (Milano, n. 1996)
- Andrea Pallanch, ex calciatore italiano (Trento, n. 1964)
- Andrea Paolucci, ex calciatore italiano (Pescara, n. 1986)
- Andrea Papetti, calciatore italiano (Cernusco sul Naviglio, n. 2002)
- Andrea Parola, ex calciatore italiano (Pisa, n. 1979)
- Andrea Paroni, ex calciatore italiano (San Vito al Tagliamento, n. 1989)
- Andrea Pazzagli, calciatore e allenatore di calcio italiano (Firenze, n. 1960 - Punta Ala, † 2011)
- Andrea Pepi, ex calciatore italiano (Siena, n. 1964)
- Andrea Petagna, calciatore italiano (Trieste, n. 1995)
- Andrea Pinamonti, calciatore italiano (Cles, n. 1999)
- Andrea Pinzan, ex calciatore italiano (Montagnana, n. 1979)
- Andrea Pistella, ex calciatore italiano (Rapolano Terme, n. 1966)
- Andrea Poli, calciatore italiano (Vittorio Veneto, n. 1989)
- Andrea Poli, calciatore italiano (Sesto Cremonese, n. 1901 - Milano, † 1987)
- Andrea Preus, calciatore italiano (Mantova, n. 1898 - Mantova, † 1985)
- Andrea Prunecchi, ex calciatore italiano (Cecina, n. 1951)

## R(7)
- Andrea Raggi, ex calciatore italiano (La Spezia, n. 1984)
- Andrea Raimondi, calciatore italiano (Padova, n. 1990)
- Andrea Ranocchia, ex calciatore italiano (Assisi, n. 1988)
- Andrea Rispoli, calciatore italiano (Cava de' Tirreni, n. 1988)
- Andrea Romitti, calciatore italiano (Suzzara, n. 1919 - Guastalla, † 2007)
- Andrea Rossi, ex calciatore italiano (San Benedetto del Tronto, n. 1986)
- Andrea Russotto, calciatore italiano (Roma, n. 1988)

## S(9)
- Andrea Salvadori, ex calciatore italiano (Empoli, n. 1961)
- Andrea Sbrana, calciatore italiano
- Andrea Scaccini, calciatore e allenatore di calcio italiano (Ancona, n. 1915 - Forlì, † 1995)
- Andrea Schenetti, calciatore italiano (Milano, n. 1991)
- Andrea Schiavone, calciatore italiano (Torino, n. 1993)
- Andrea Seculin, calciatore italiano (Gorizia, n. 1990)
- Andrea Settembrini, calciatore italiano (Arezzo, n. 1991)
- Andrea Signoretto, calciatore italiano (Venezia, n. 1916)
- Andrea Simontacchi, calciatore italiano (Legnano, n. 1901)

## T(4)
- Andrea Tabanelli, calciatore italiano (Ravenna, n. 1990)
- Andrea Tagliaferri, calciatore italiano (Casalpusterlengo, n. 1978 - Fontanellato, † 2004)
- Andrea Tentoni, ex calciatore italiano (Rimini, n. 1969)
- Andrea Tessiore, calciatore italiano (Pietra Ligure, n. 1999)

## U(1)
- Andrea Ugolini, ex calciatore sammarinese (n. 1974)

## V(3)
- Andrea Vascotto, ex calciatore italiano (Arezzo, n. 1971)
- Andrea Verrina, calciatore e allenatore di calcio italiano (Rivarolo Ligure, n. 1918 - Genova, † 2002)
- Andrea Viviano, calciatore italiano (Alessandria, n. 1904 - Alessandria, † 1962)

## Č(1)
- Andrea Čukanov, calciatore russo (Cosenza, n. 1995)